# Dryopteris diacalpe
Dryopteris diacalpe är en träjonväxtart som beskrevs av Li Bing Zhang. Dryopteris diacalpe ingår i släktet Dryopteris och familjen Dryopteridaceae. Inga underarter finns listade.